# Lisette van de Heg
Lisette van de Heg (1983) is een Nederlandse auteur van fictie. Stilistisch worden haar romans wel getypeerd als een vorm tussen 'echte literatuur' en de familieroman.

## Loopbaan
Van de Heg werd ontdekt via een verhalenwedstrijd in het Nederlands Dagblad die ze niet won, maar waar ze wel opviel. In 2009 debuteerde Van ze met de roman Mara, waarmee zij het jaar erna de Publieksprijs voor het Christelijke Boek won. Het boek werd vertaald in vijf talen, waaronder Duits en Amerikaans. In 2011 kocht filmproducent Nick Jongerius van Pellicola de filmrechten en kondigde aan het te zullen verfilmen. 
In datzelfde jaar kwam haar tweede roman uit, Noor, die handelt over een moeder die haar kind verliest. Ook deze roman beleefde diverse herdrukken en werd genomineerd voor de Publieksprijs voor het Christelijke Boek. 
In 2012 publiceerde Van de Heg haar derde roman, Sub rosa, dat een heel andere thematiek behandelde: de acceptatie van homoseksualiteit in behoudend christelijke kring. 
Van de Heg werkt (behalve als auteur van fictie) als tekstschrijver voor organisaties en ondernemers.

## Persoonlijk
Van de Heg is getrouwd en heeft twee kinderen.